# إسنيك أليمي
إسنيك أليمي (بالألبانية: Isnik Alimi) (2 فبراير 1994 بديلوغوجدي في جمهورية مقدونيا - ) هو لاعب كرة قدم ألباني في مركز الهجوم. شارك مع منتخب جمهورية مقدونيا تحت 19 سنة لكرة القدم ومنتخب ألبانيا تحت 21 سنة لكرة القدم. أما مع النوادي، فقد لعب مع أتالانتا وكييفو فيرونا ونادي لوميتساني وايه سي ماكراتيسي وFK Ohrid ‏.

## وصلات خارجية
- إسنيك أليمي على موقع الاتحاد الأوربي (الإنجليزية)
- إسنيك أليمي على موقع قاعدة بيانات كرة القدم.إي يو (الإنجليزية)
- إسنيك أليمي على موقع Soccerway.com (الإنجليزية)
- إسنيك أليمي على موقع عالم كرة القدم.نت (الإنجليزية)

{{شريط تصفح تشكيلة فريق كرة قدم
|الاسم=
|اسم الفريق= نادي قبله
|القائمة=
- 1 أغاييف

{{لاعب تشكيلة فريق كرة قدم|الرقم=4|الاسم=Hasanov
{{لاعب تشكيلة فريق كرة قدم|الرقم=5|الاسم=Hasanov
{{لاعب تشكيلة فريق كرة قدم|الرقم=6|الاسم=Suleymanov
{{لاعب تشكيلة فريق كرة قدم|الرقم=7|الاسم=Mendy
{{لاعب تشكيلة فريق كرة قدم|الرقم=8|الاسم=Ismayilov
{{لاعب تشكيلة فريق كرة قدم|الرقم=9|الاسم=Voronsov
{{لاعب تشكيلة فريق كرة قدم|الرقم=10|الاسم=Shahniyarov
- 11 Asif Mammadov [الإنجليزية]‏

{{لاعب تشكيلة فريق كرة قدم|الرقم=12|الاسم=Nadirov
{{لاعب تشكيلة فريق كرة قدم|الرقم=13|الاسم=Aliyev
{{لاعب تشكيلة فريق كرة قدم|الرقم=14|الاسم=Massoumou
{{لاعب تشكيلة فريق كرة قدم|الرقم=19|الاسم=Shuaibu
{{لاعب تشكيلة فريق كرة قدم|الرقم=20|الاسم=Ochowechi
{{لاعب تشكيلة فريق كرة قدم|الرقم=22|الاسم=Isgandarov
{{لاعب تشكيلة فريق كرة قدم|الرقم=23|الاسم=Bakhshali
{{لاعب تشكيلة فريق كرة قدم|الرقم=26|الاسم=Mustafayev
- 27 Ahmadov
- 28 Murad Musayev (footballer) [الإنجليزية]‏

{{لاعب تشكيلة فريق كرة قدم|الرقم=44|الاسم=Alasgarov
{{لاعب تشكيلة فريق كرة قدم|الرقم=74|الاسم=Damadayev
{{لاعب تشكيلة فريق كرة قدم|الرقم=94|الاسم=Hasanov
- 97 Taghiyev
- مدرب: تسخادادزي